# Chaume-et-Courchamp
Chaume-et-Courchamp település Franciaországban, Côte-d’Or megyében. Lakosainak száma 183 fő (2022. január 1.). Chaume-et-Courchamp Saint-Maurice-sur-Vingeanne, Fontaine-Française, Sacquenay, Percey-le-Grand és Cusey községekkel határos.

## Népesség
A település népességének változása:
| Lakosok száma | 88   | 142  | 131  | 142  | 171  | 180  | 180  | 179  | 180  | 183  |
|               | 1968 | 1982 | 1990 | 2006 | 2013 | 2015 | 2017 | 2019 | 2020 | 2022 |